# La Dernière Vague
Pour la série télévisée française, diffusée en 2019, voir La Dernière Vague (série télévisée).
Ne doit pas être confondu avec La Première Vague, La Dernière Vague (série télévisée) ou La Cinquième Vague.
Pour plus de détails, voir Fiche technique et Distribution.
La Dernière Vague (The Last Wave) est un film australien réalisé par Peter Weir et sorti en 1977.

## Synopsis
David Burton est avocat spécialisé en droit des sociétés à Sydney. La ville est l'objet de pluies diluviennes, de grêle et autres phénomènes météorologiques étranges. Il est un jour commis d'office pour défendre cinq aborigènes qui ont tué un camarade. L'avocat tente d'en savoir plus et comprend qu'il s'agit d'un meurtre tribal.

## Fiche technique
- Titre français : La Dernière Vague
- Titre original : The Last Wave
- Réalisation : Peter Weir
- Scénario : Peter Weir, Tony Morphett (en) et Petru Popescu
- Musique : Charles Wain
- Photographie : Russell Boyd, assisté de John Seale (cadreur)
- Montage : Max Lemon
- Décors : Goran Warff
- Costumes : Annie Bleakley
- Production : Hal et Jim McElroy
- Sociétés de production : The Australian Film Commission, Ayer Productions, Derek Power et McElroy & McElroy
- Société de distribution : Cinema International Corporation (Australie)
- Pays de production :  Australie
- Budget : 818 000 AUD[1]
- Format : couleurs - 1,85:1 - mono - 35 mm
- Genre : drame, fantastique et catastrophe
- Durée : 106 minutes
- Dates de sortie[2] :
  - France : novembre 1977 (Paris Film Festival)
  - Australie : 15 décembre 1977
- Date de sortie en vidéo :
  - France : 27 novembre 2001[3] (DVD)

## Distribution
- Richard Chamberlain (VF : Bernard Tiphaine) : David Burton
- Olivia Hamnett (en) : Annie Burton
- David Gulpilil : Chris Lee
- Fred Parslow : le révérend Burton
- Vivean Gray (en) : Dr Whitburn
- Nandjiwarra Amagula : Charlie
- Walter Amagula : Gerry Lee
- Roy Bara : Larry
- Cedrick Lalara : Lindsey
- [Morris Lalara : Jacko
- Peter Carroll (en) : Michael Zeadler
- Athol Compton : Billy Corman
- Hedley Cullen : le juge
- Michael Duffield : Andrew Potter
- John Frawley (en) : l'inspecteur de police
- Wallas Eaton (en) : le médecin de la morgue

## Production

### Attribution des rôles
De véritables aborigènes d'Australie, comme David Gulpilil et Nandjiwarra Amagula, sont engagés pour le rôle de Charlie.
Ingrid Weir, la fille du cinéaste alors âgée de 4 ans, fait une petite apparition dans le rôle de Grace Burton.

### Tournage
Le tournage s'est déroulé en mars et avril 1977 à Adélaïde, Avalon Beach, Bondi, City of Mitcham, Coast, Chaîne de Flinders, Hammond et Sydney.

## Distinctions

### Récompenses
- Festival international du film fantastique d'Avoriaz en 1978 : Prix spécial du jury[6].
- Australian Film Institute Awards en 1978 : Meilleure photographie et meilleur son (Don Connolly, Greg Bell et Phil Judd)
- Festival international du film fantastique de Catalogne en 1982 : Meilleur acteur pour Richard Chamberlain

### Nominations
- Australian Film Institute Awards 1978 : Meilleur réalisateur, meilleur scénario original, meilleure musique, meilleur montage et meilleur acteur pour Richard Chamberlain
- Académie des films de science-fiction, fantastique et horreur 1980 : Meilleur film fantastique et meilleur réalisateur